# Мерени (Титу)
Мерени (рум. Mereni) насеље је у Румунији у округу Дамбовица у општини Титу. Oпштина се налази на надморској висини од 157 m.

## Становништво
Према подацима из 2002. године у насељу је живело 214 становника, од којих су сви румунске националности.